# 迪士尼好萊塢酒店
迪士尼好莱坞酒店（英語：Disney's Hollywood Hotel）位於香港大嶼山香港迪士尼樂園度假區內，屬四星級酒店。於2005年9月12日隨香港迪士尼樂園開幕。以荷里活電影與迪士尼夢幻為主題，具美國好莱坞特色。

## 客房
迪士尼好莱坞酒店的客房設計，包含迪士尼旗下卡通人物的元素。酒店提供600間，設三種不同類型的客房以供選擇，包括以好萊塢電影世界為主題的標準客房、位於6樓或以上的豪華客房及海景客房。

## 餐廳
迪士尼好萊塢酒店裡共有3個餐廳及2個酒廊。

### 藝彩廚（Ink & Plate）
自助餐餐廳，前身為米奇廚師餐廳（Chef Mickey）。

### 日落台（Sunset Terrace）
賓客可在露天餐廳體驗荷李活飲食文化，品嚐燒烤廚房巧製的中國和亞洲地道美食。

### 留映廳（The Archivist）
漫威主題餐廳，前身為好萊塢快餐店（Hollywood & Dine）。

### 酒廊

#### 影廠酒廊（Studio Lounge）
賓客可在寧靜閒適的環境享受精選特飲、鮮果汁、熱飲和小食等東西。

#### 鋼琴吧（Piano Pool Bar）
賓客可在獨特的鋼琴形狀室外泳池旁邊，喝精選特飲。

## 休閒設施
迪士尼好莱坞酒店設一個鋼琴形狀的室外泳池和設有多款懷舊街頭遊戲機的「馬里布遊戲室」。另設「影星禮品店」售賣具荷里活和迪士尼樂園特色的紀念品和精品。酒店外的花園，園景藍圖仿照美國洛杉磯地圖。花園內放置著兩部仿美國加州特徵的古董車，供遊人取景拍照。泳池後面設有兒童遊樂場。

## 圖集

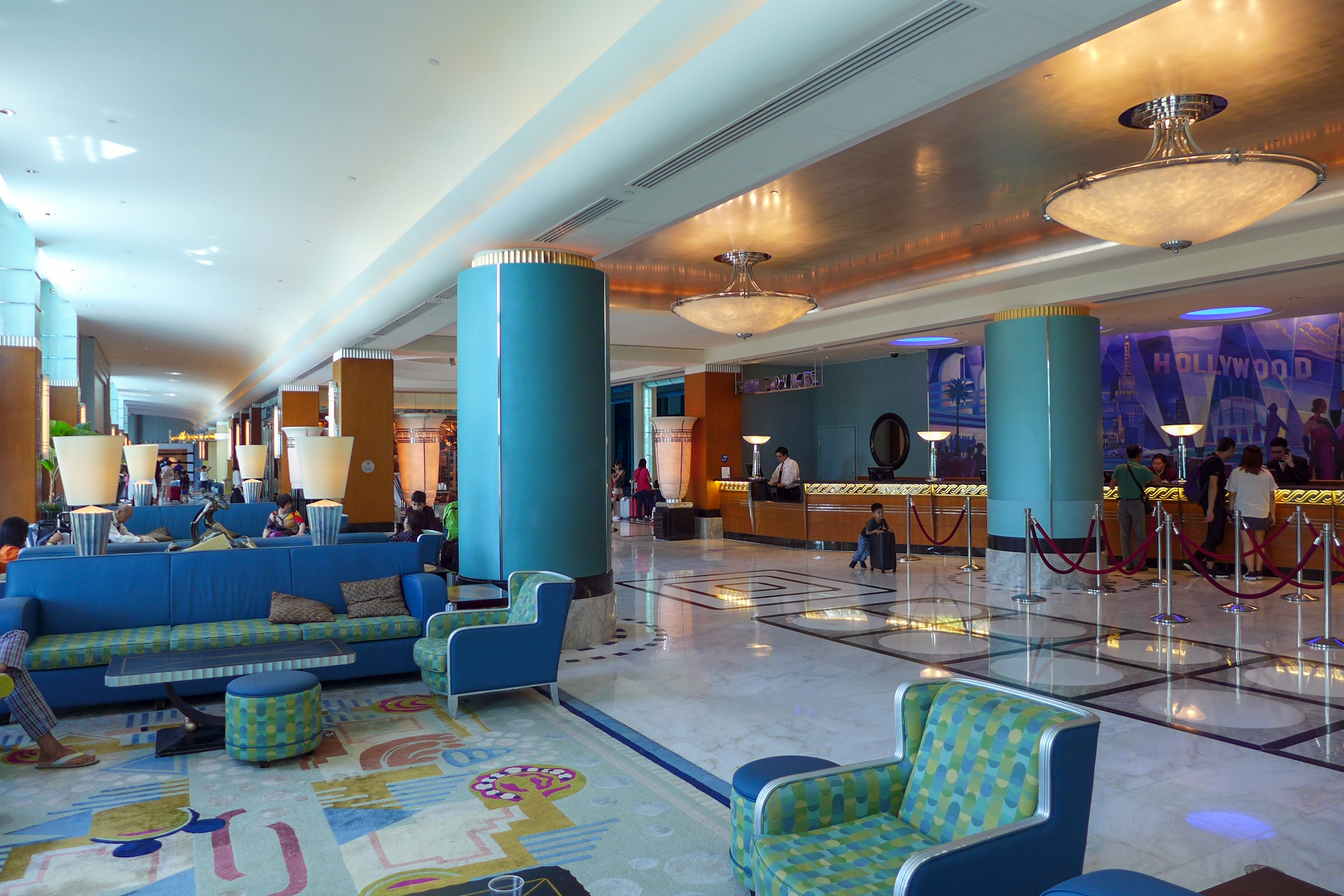
酒店大堂（2017年）
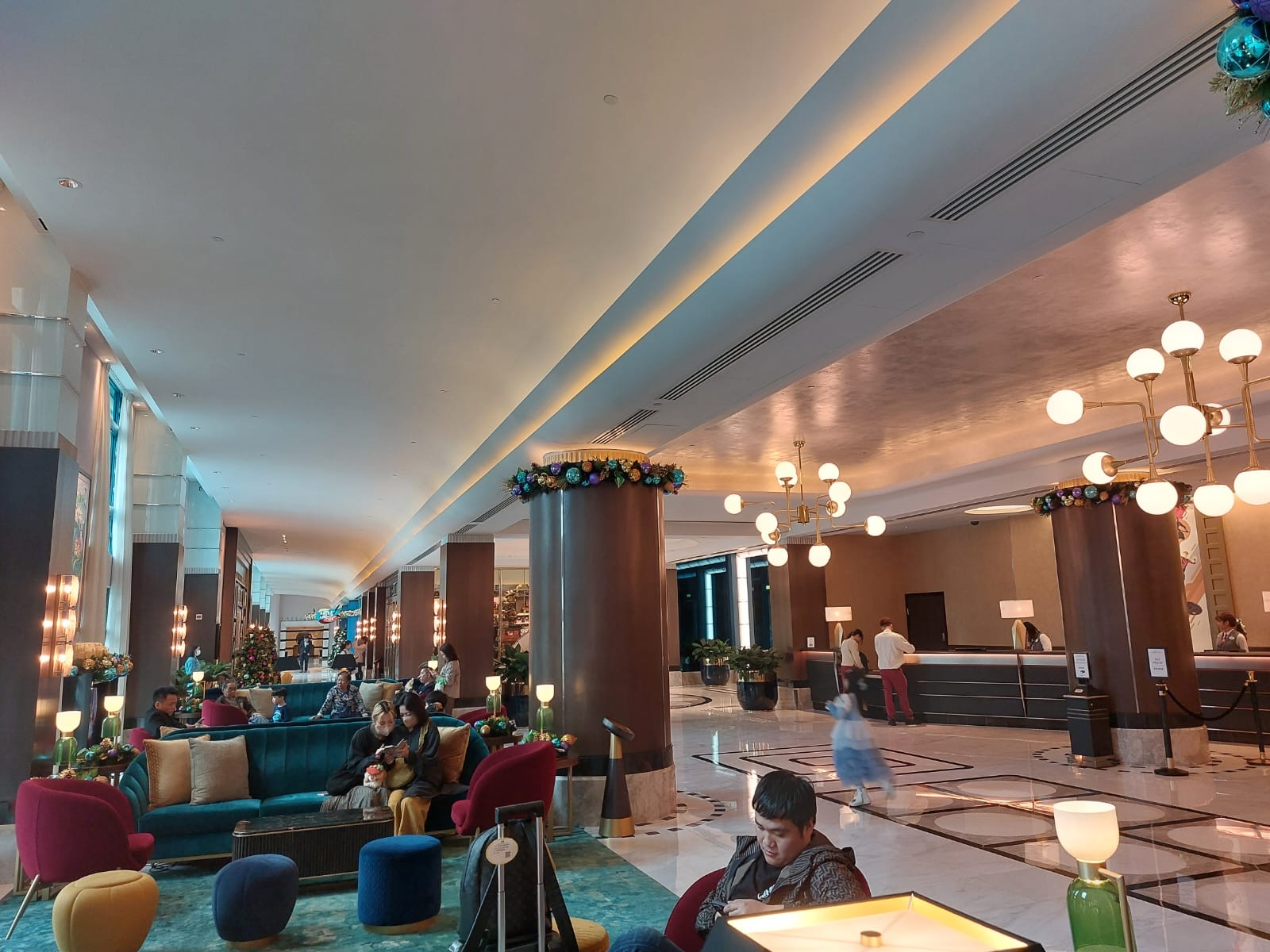
酒店大堂（2023年）
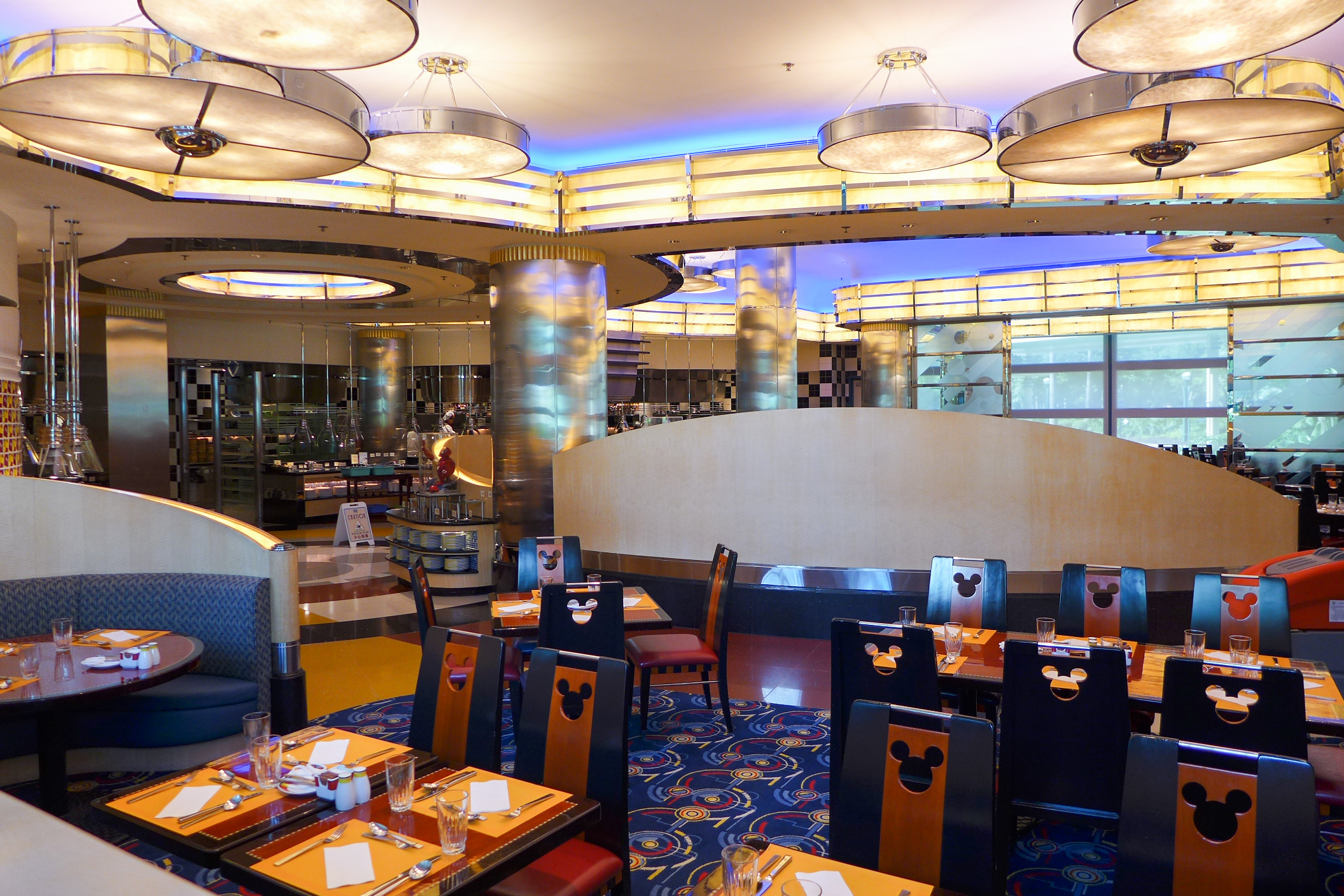
米奇廚師餐廳（翻新前）
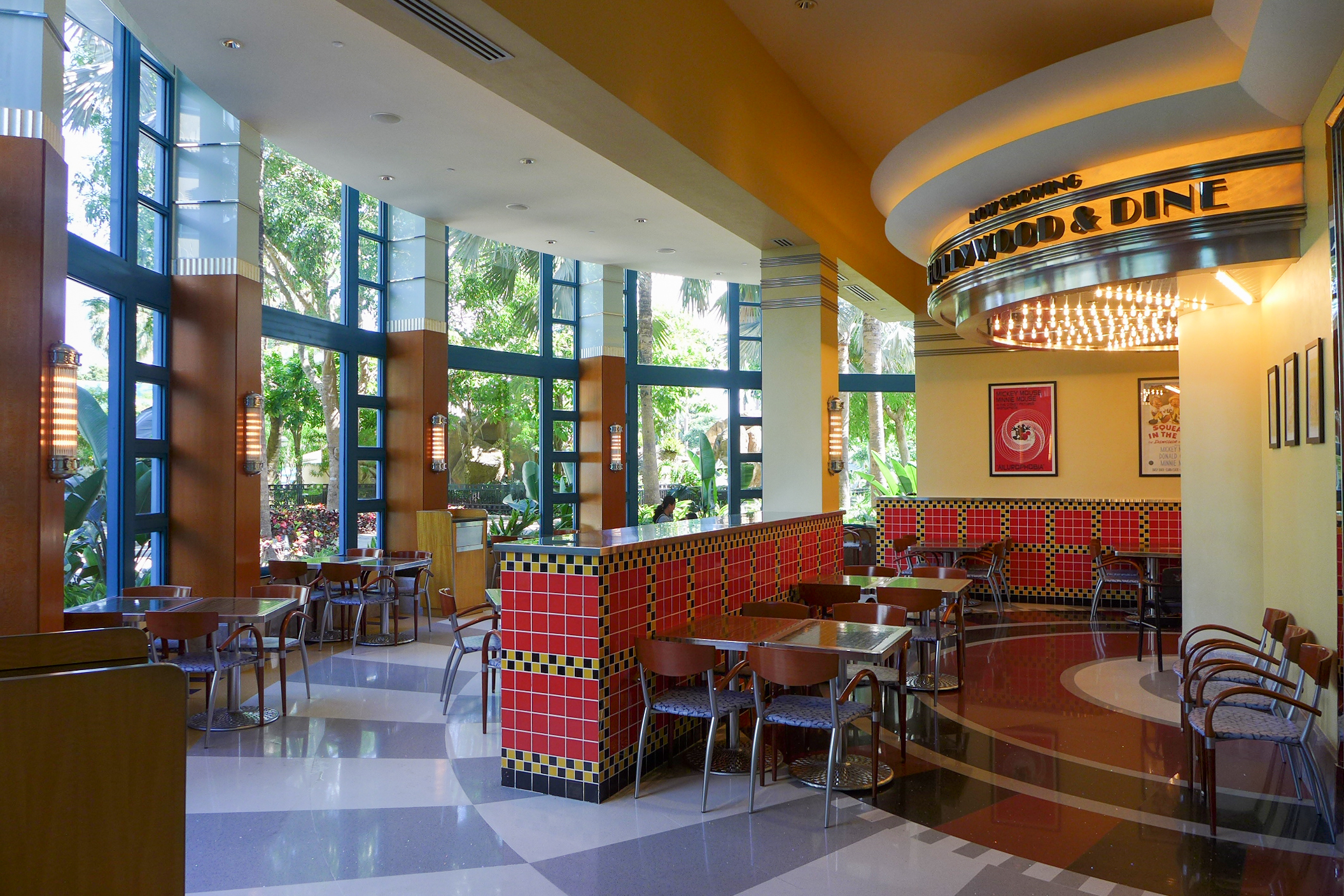
好萊塢快餐店（翻新前）
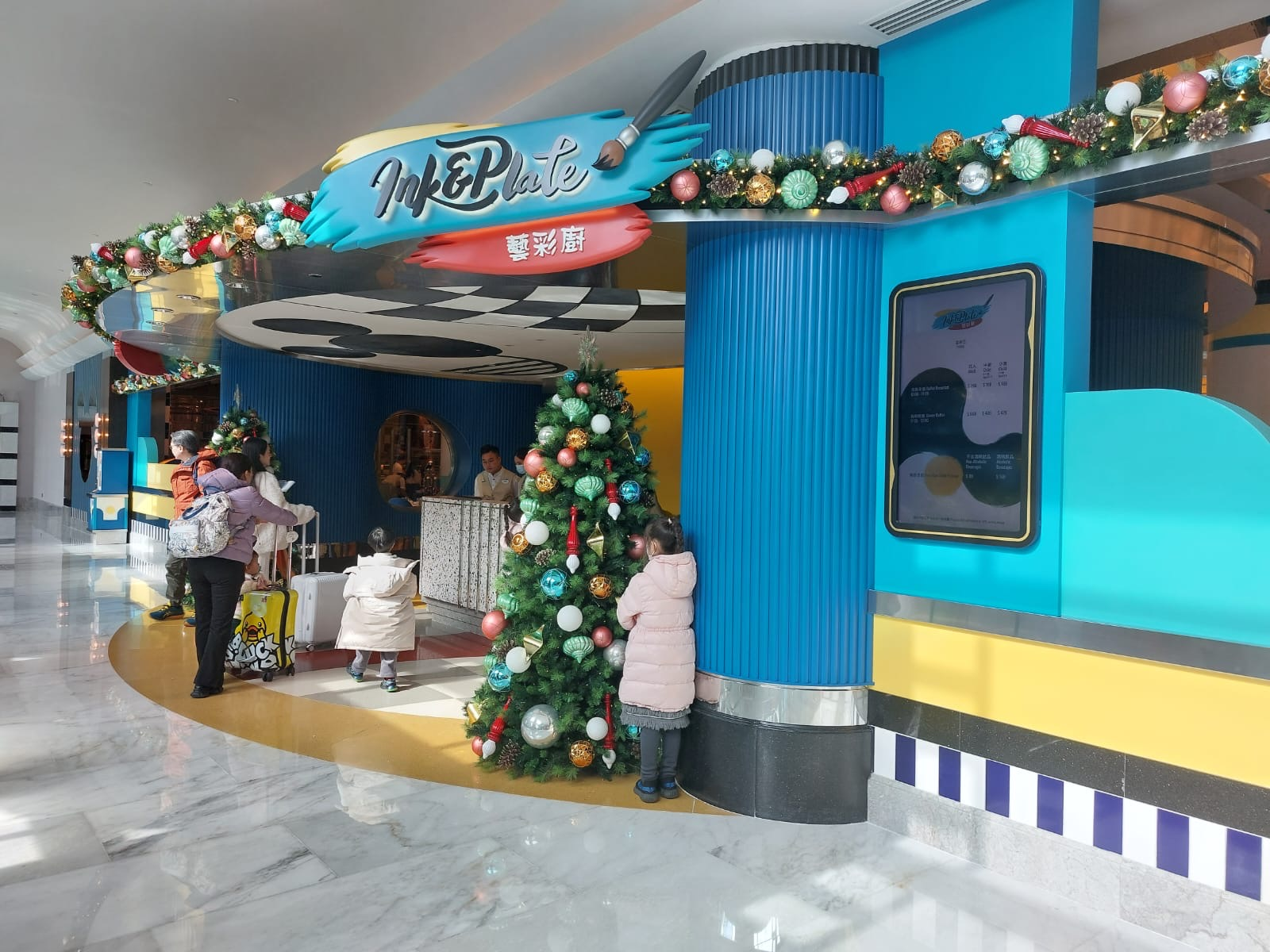
藝彩廚（翻新後）
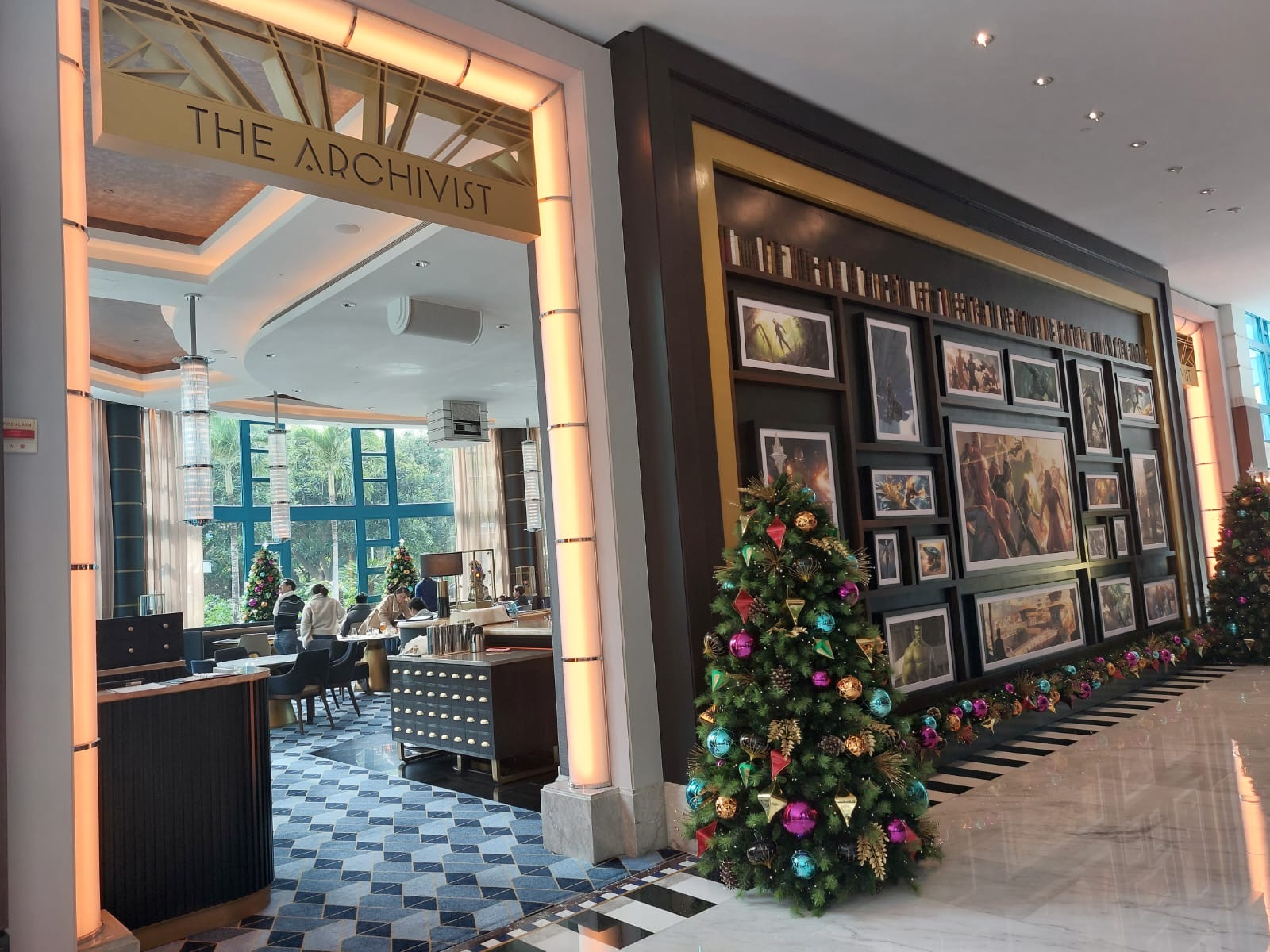
留映廳（翻新後）
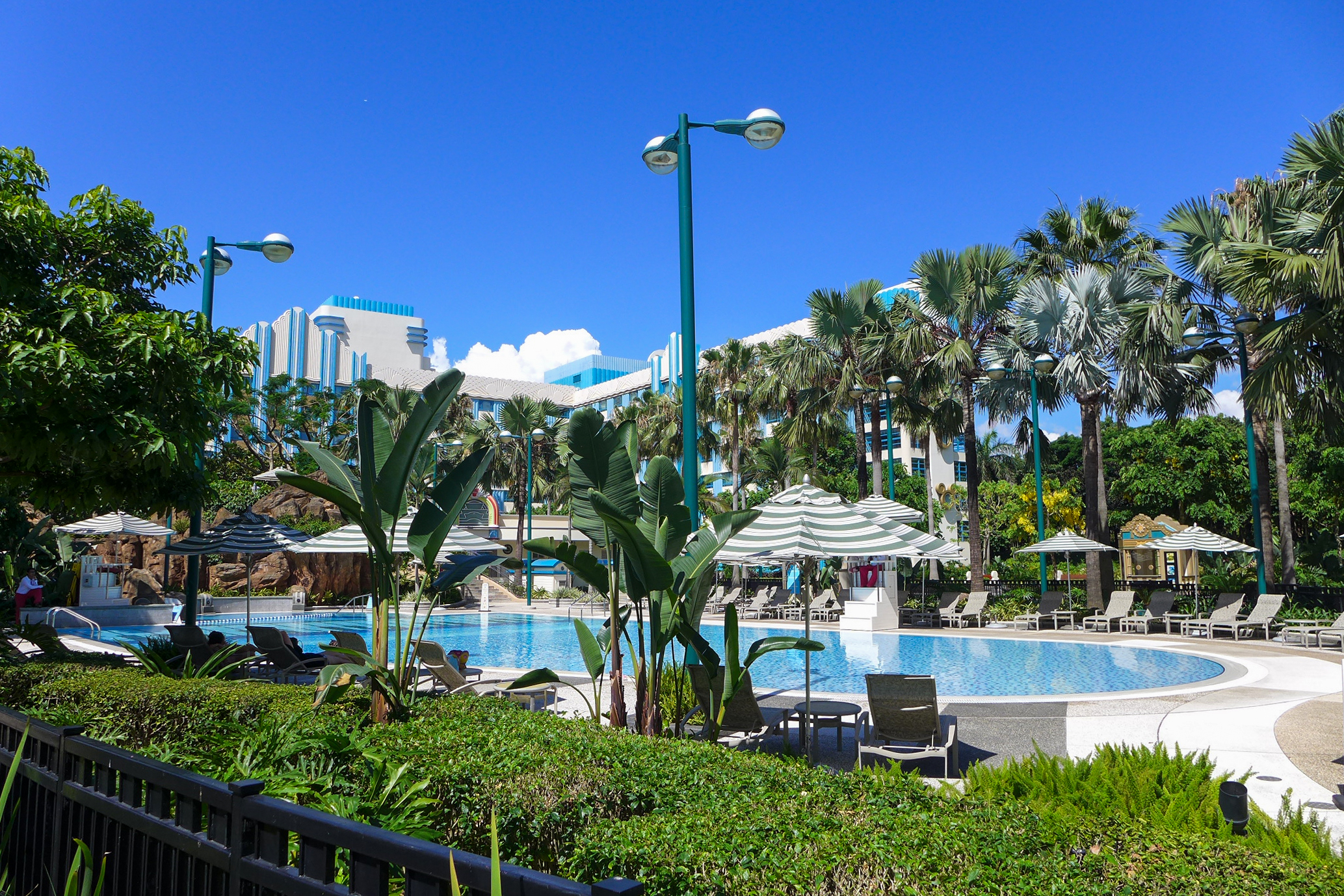
迪士尼好萊塢酒店附設的游泳池
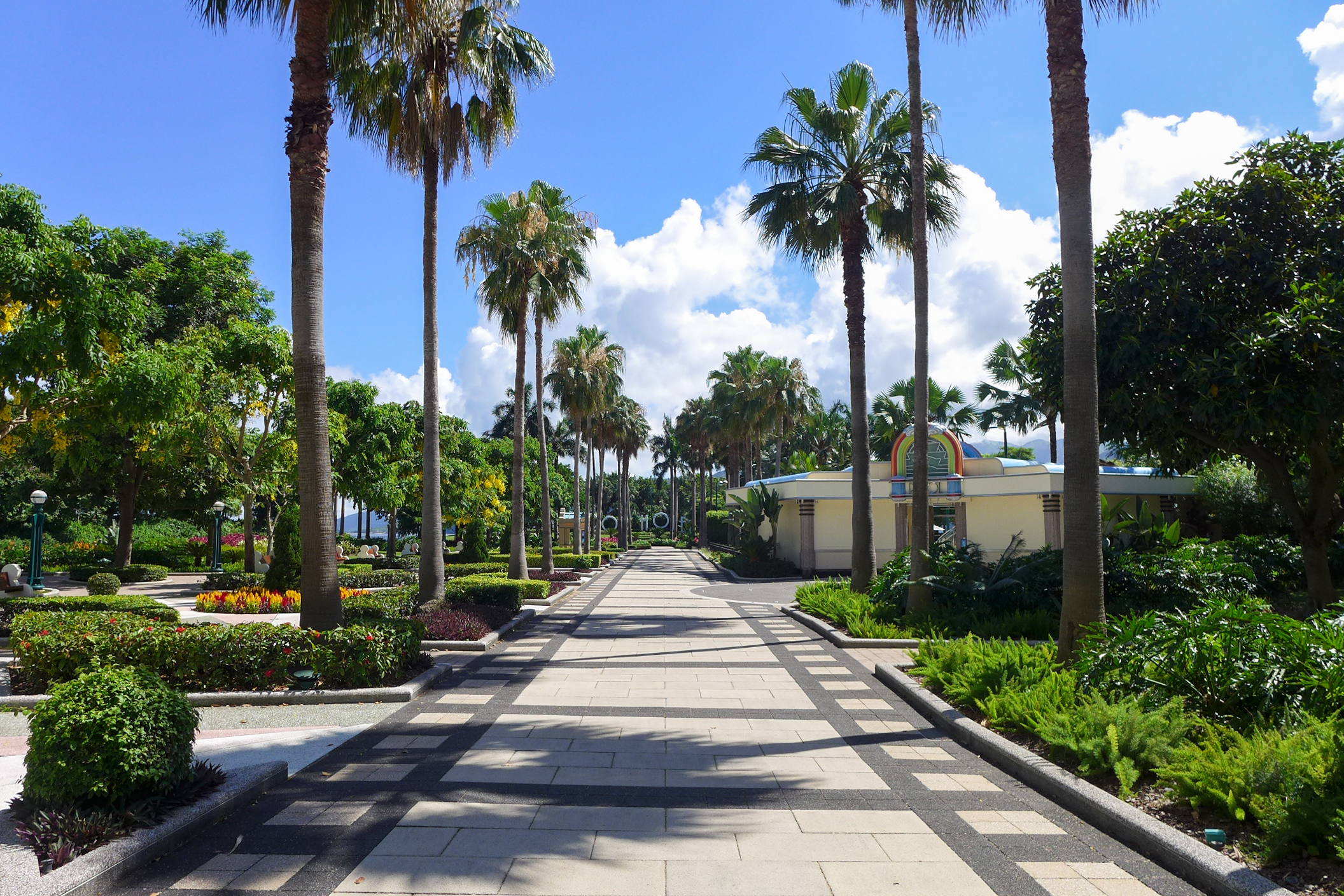
酒店外花園
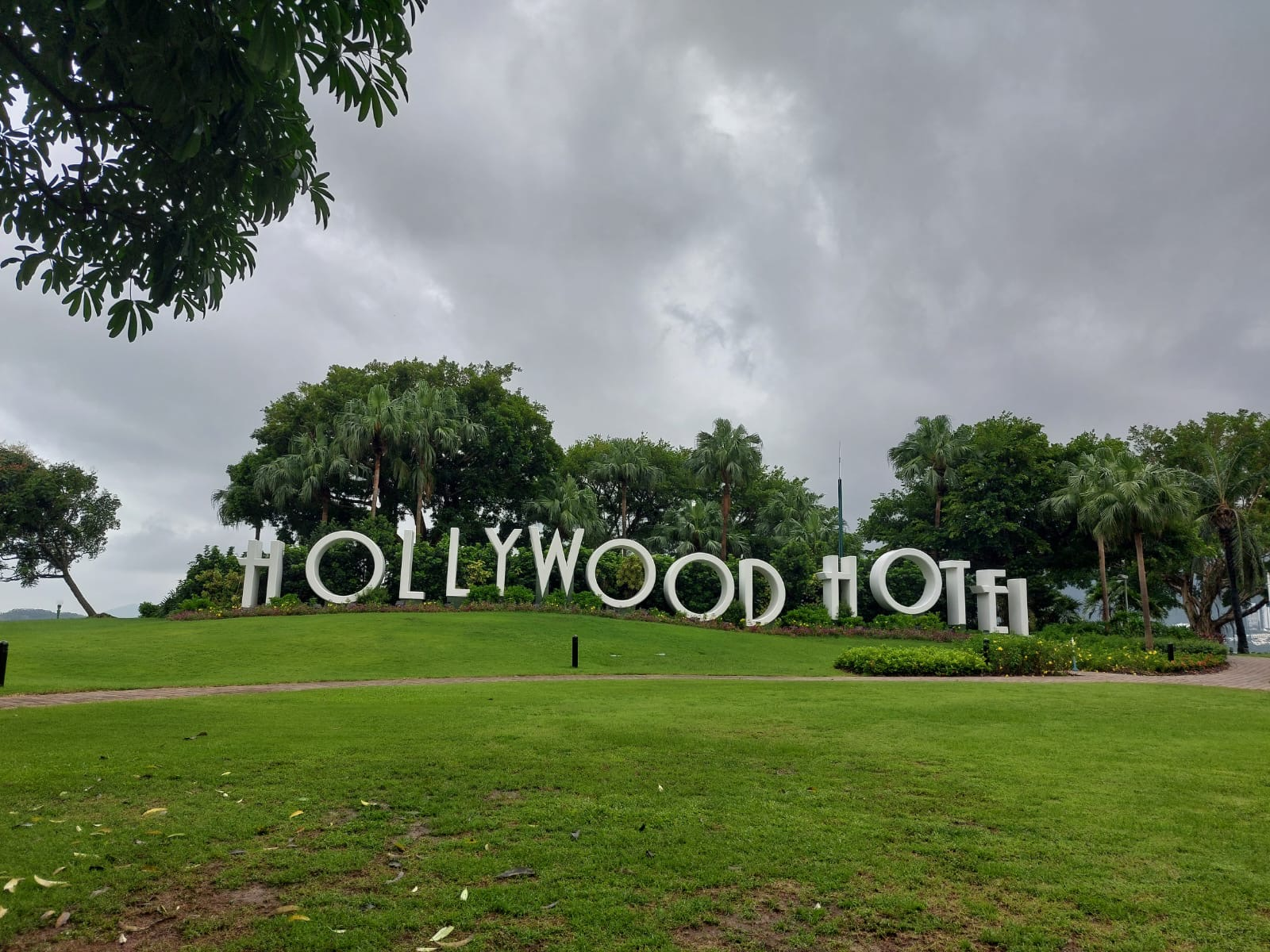
位於迪士尼好萊塢酒店的草坪

## 參看
- 香港迪士尼樂園度假區
- 迪士尼探索家度假酒店
- 香港迪士尼樂園酒店

## 外部連結
- 迪士尼好萊塢酒店 （页面存档备份，存于）